# Canitar (kommun)
Canitar är en kommun i Brasilien.   Den ligger i delstaten São Paulo, i den södra delen av landet, 800 km söder om huvudstaden Brasília. Antalet invånare är 4 369.
Följande samhällen finns i Canitar:
- Canitar

Trakten runt Canitar består till största delen av jordbruksmark. Runt Canitar är det ganska tätbefolkat, med 52 invånare per kvadratkilometer.